# Amico a ore
Amico a ore (Part Time Pal) è un film del 1947 diretto da William Hanna e Joseph Barbera. È il ventottesimo cortometraggio animato della serie Tom & Jerry, prodotto dalla Metro-Goldwyn-Mayer e uscito negli Stati Uniti il 15 marzo 1947. Benché abbia animato circa metà del cortometraggio, Pete Burness non è accreditato poiché lasciò lo studio poco dopo la fine della produzione.

## Trama
Mammy Due Scarpe avvisa Tom che se non riuscirà a tenere lontano Jerry dal frigorifero, verrà buttato fuori di casa. Presto quest'ultimo arriva a rubare del cibo, e Tom lo insegue. Scendendo in cantina, però, il gatto cade dalle scale e finisce in un barile di sidro. Dopo averlo bevuto, Tom è ubriaco e si rivela amichevole nei confronti di Jerry, portandolo in cucina e razziando disastrosamente il frigorifero. Il rumore richiama Mammy, ma Jerry nasconde Tom dietro la porta e gli impedisce di farsi scoprire. Quando la donna se ne va, il gatto torna al frigorifero, ma scivola e va a sbattere contro una bottiglia d'acqua nel frigo. L'acqua fa tornare in sé Tom, che dopo aver visto il disastro (combinato da lui stesso) ricomincia subito a inseguire Jerry. Tuttavia l'inseguimento dura poco, poiché Tom scivola sul tappeto del bagno e sbatte contro il muro, facendosi cadere addosso una bottiglia di bay rum. Dopo averlo bevuto il gatto è nuovamente ubriaco e si mette a tavola con il topo. Poiché nessuno viene a servirli, Tom sale in camera di Mammy e la sveglia con una caraffa d'acqua. La donna, infuriata, inizia a colpirlo con una scopa. Quando il gatto scende velocemente al piano di sotto per sfuggirle, Mammy decide di saltare dalle scale per anticipare i tempi, e con il suo peso fa scoppiare l’intero ingresso. Tom è quindi costretto a fuggire fuori di casa nella notte, mentre la donna lo insegue brandendo la scopa.